# Gol Akhor
Gol Akhor (persiska: گل آخور, Gol Ākher, گل آخر) är en ort i Iran.   Den ligger i provinsen Östazarbaijan, i den nordvästra delen av landet, 500 km nordväst om huvudstaden Teheran. Gol Akhor ligger 2 133 meter över havet och antalet invånare är 813.
Terrängen runt Gol Akhor är huvudsakligen kuperad, men åt nordost är den platt.Runt Gol Akhor är det ganska glesbefolkat, med 22 invånare per kvadratkilometer. Närmaste större samhälle är Qareh Kowshan, 6,9 km nordost om Gol Akhor. Trakten runt Gol Akhor består i huvudsak av gräsmarker.